# 100-Meter-Hürdenlauf
Der 100-Meter-Hürdenlauf ist eine olympische Disziplin der Leichtathletik für Frauen (von Männern wird die Disziplin aufgrund längerer Schrittlänge als 110-Meter-Hürdenlauf ausgetragen). Dabei sind auf einer geraden 100-Meter-Strecke zehn 83,82 Zentimeter (33 Inches) hohe, in gleichen Abständen aufgestellte Hürden zu überlaufen. Sie sind so beschaffen, dass sie beim Anstoßen umfallen können, was nicht als Fehler für die Wettkämpfer gewertet wird, sofern es nicht absichtlich geschieht.

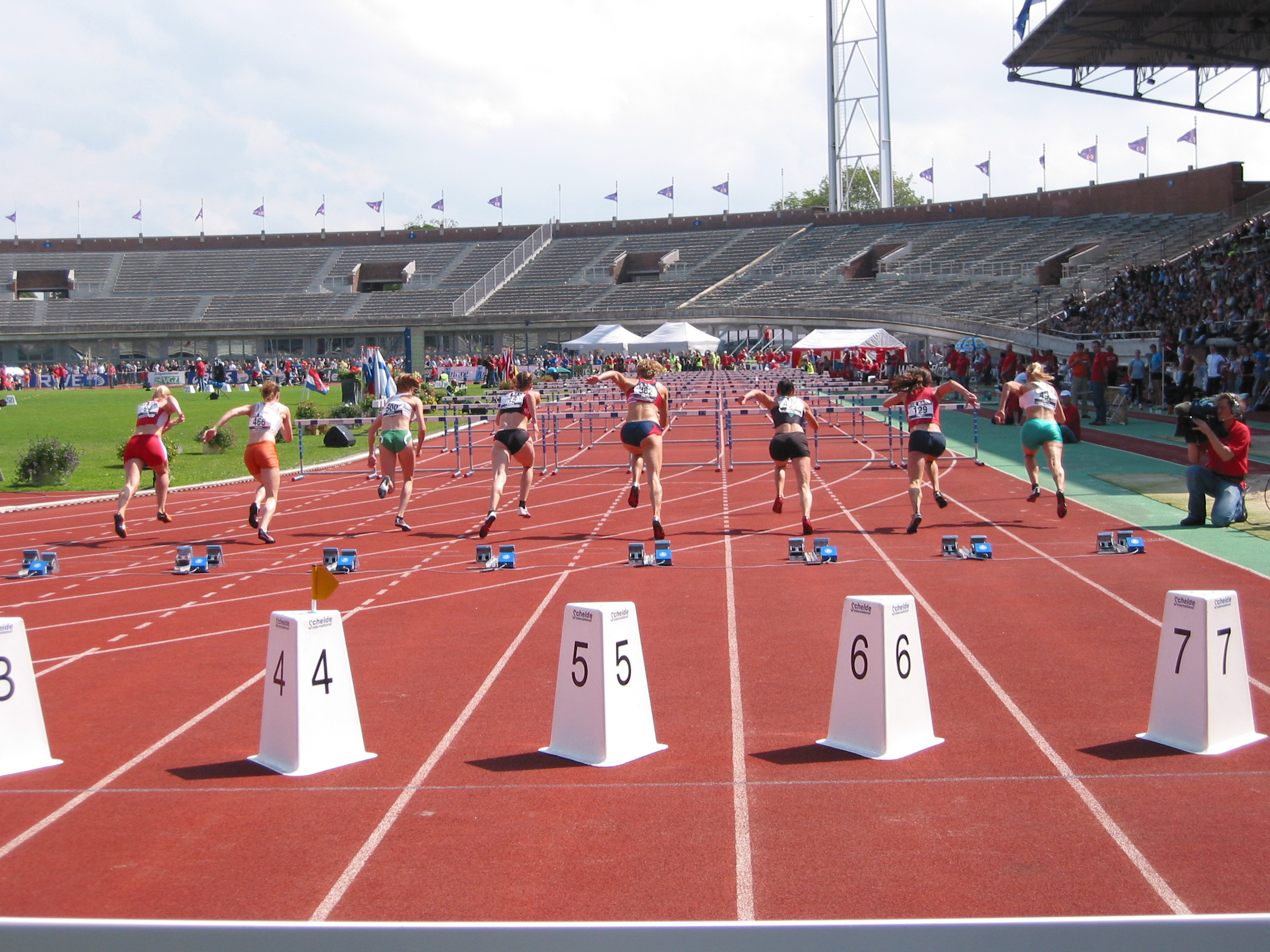
Start zum 100-Meter-Hürdenlauf

Zur ersten Hürde sind es vom Startpunkt aus 13,00 Meter, die Zwischenräume sind 8,50 Meter lang, und der Schlusssprint beträgt 10,50 Meter.
Bei den Olympischen Spielen wurde von 1932 in Los Angeles bis 1968 in Mexiko-Stadt ein 80-Meter-Hürdenlauf ausgetragen; 1972 in München wurde die Strecke auf 100 Meter erweitert. Bei Deutschen Meisterschaften wurde 1968 die neue Distanz parallel zur bisherigen 80-Meter-Strecke getestet. Seit 1969 bis heute werden nur noch die 100 Meter gelaufen.
Die Männer laufen traditionell 110 Meter Hürden, dabei sind die Zwischenräume 9,14 Meter (10 Yard) lang. In beiden Disziplinen werden dazwischen drei Doppelschritte eingelegt.
Die schnellsten 100-Meter-Hürdenläuferinnen erzielen eine Zeit um 12,5 Sekunden (Weltrekord: 12,12 s). Das entspricht einer Geschwindigkeit von 8,0 m/s oder 28,8 km/h und ist zirka 1,5 Sekunden langsamer als im 100-Meter-Lauf.

## Geschichte
Der Hürdensprint für Frauen wird seit Beginn der Frauenleichtathletik, etwa nach dem Ende des Ersten Weltkrieges, betrieben. Die gewählten Strecken und Hürdenhöhen waren anfangs sehr unterschiedlich. Während Männerwettkämpfe auf 110 Meter/120 Yards festgelegt waren, registrierte die Frauensport-Föderation FSFI bis 1926 Rekorde für acht verschiedene Disziplinen (60 Yards/75 cm Höhe, 60 Yards/61 cm, 65 Yards/75 cm, 83 Yards/75 cm, 100 Yards/75 cm, 100 Yards/61 cm, 120 Yards/75 cm, 110 Meter/75 cm). Bei den ersten Frauenweltspielen 1922 wurde ein 100-Yards-Hürdenwettbewerb ausgetragen.
Von 1926 an wurde nur noch auf der 80-Meter-Strecke gelaufen – unter den Bedingungen, die bis 1968 in Mexiko-Stadt bestanden: Zu überlaufen waren acht Hürden mit 8 Meter Zwischenabstand und 76,2 Zentimetern Höhe.
Bis 1935 durften – ebenso wie bei den Männern – nicht mehr als drei Hürden umgestoßen werden, andernfalls wurde die Läuferin disqualifiziert. Rekorde wurden nur anerkannt, wenn alle Hürden stehenblieben. Mit der Abschaffung dieser Regel wurden 1935 auch Hürden in L-Form eingeführt, die zur Verminderung der Verletzungsgefahr beim Anstoßen leicht nach vorn umkippen.
Der erste 80-Meter-Hürdenlauf der Frauen in Deutschland fand beim 8-Nationen-Meeting des SCC am 12. Juni 1927 in Berlin statt, Eva von Bredow stellte dabei einen Weltrekord auf. Ab 1929 gehörte er zum Wettkampfprogramm der Deutschen Meisterschaften.
Der 80-Meter-Hürdenlauf gehörte zu den Forderungen der Frauensport-Föderation FSFI für die Olympischen Spiele 1928 in Amsterdam. Er wurde aber erst 1932 ins Olympiaprogramm aufgenommen. Von 1949 an war der 80-Meter-Hürdenlauf eine Teildisziplin im Fünfkampf der Frauen.
In den 1960er Jahren wurde mit einem 100-Meter-Hürdenlauf experimentiert, bei dem die Hürden 76,2 Zentimeter hoch waren.
Während der Olympischen Spiele 1968 wurde die Einführung des 100-Meter-Hürdenlaufs mit 84-Zentimeter-Hürden beschlossen. Erster internationaler Höhepunkt mit 100-Meter-Hürdenlauf waren die Europameisterschaften 1969 in Piräus (Siegerin: Karin Balzer, DDR).
80-Meter-Hürdenlauf und 100-Meter-Hürdenlauf im Vergleich:
| Gesamtstrecke | Hürdenzahl | Hürdenhöhe | Abstände         | Abstände            | Abstände            |
| Gesamtstrecke | Hürdenzahl | Hürdenhöhe | Start – 1. Hürde | zwischen den Hürden | Letzte Hürde – Ziel |
| ------------- | ---------- | ---------- | ---------------- | ------------------- | ------------------- |
| 80 m          | 8          | 76,2 cm    | 12 m             | 8 m                 | 12 m                |
| 100 m         | 10         | 84 cm      | 13 m             | 8,50 m              | 10,50 m             |

## Meilensteine
80-Meter-Hürdenlauf:
- erste registrierte Zeit: 13,0 s,  Ludmila Sychrová, 6. Juli 1926 in Prag
- erster offizieller Weltrekord: 12,8 s (12 4/5),  Eva von Bredow, 14. Juni 1927
- erste Läuferin unter 12 Sekunden: 11,8 s (11 4/5),  Marjorie Clark, 24. Mai 1934
- erste Läuferin unter 11 Sekunden: 10,9 s,  Shirley Strickland, 24. Juli 1952
- letzter offizieller Weltrekord: 10,2 s,  Wera Korsakowa, 16. Juni 1968

100-Meter-Hürdenlauf:

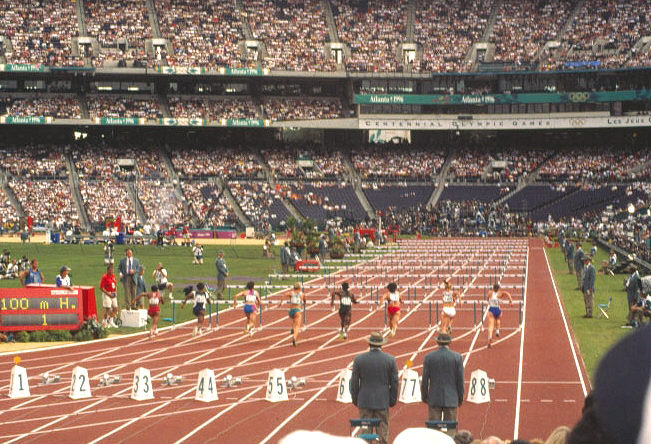
100 Meter Hürden bei den Olympischen Spielen 1996

- erste registrierte Zeit mit verminderter Hürdenhöhe (76,2 cm): 13,4 s,  Pam Kilborn, 26. November 1961 in Newport
- erste registrierte Zeit mit Standard-Hürdenhöhe (84 cm): 15,1 s,  Connie Pettersson, 28. Mai 1966 in Kalispell
- erster offizieller Weltrekord: 13,3 s,  Karin Balzer, 20. Juni 1969
- erste Läuferin unter 13 Sekunden: 12,9 s,  Karin Balzer, 5. September 1969
- erste Läuferin unter 12,5 Sekunden:
  - 12,3 s,  Annelie Ehrhardt, 20. Juli 1973 (letzter Weltrekord mit handgestoppter Zeit; elektronische Messung: 12,68 s)
  - 12,48 s,  Grażyna Rabsztyn, 10. Juni 1978
- erste Läuferin unter 12,30 Sekunden: 12,29 s,  Jordanka Donkowa, 17. August 1986
- letzter offizieller Weltrekord: 12,12 Sekunden s,  Tobi Amusan, 24. Juli 2022

## Erfolgreichste Sportler
- Shirley Strickland: zwei Olympiasiege, 1952 und 1956 im 80-Meter-Hürdenlauf
- Gail Devers: drei Weltmeistertitel, 1993, 1995, 1999, außerdem Weltmeisterschaftszweite 1991 und 2001

Erfolgreichste deutsche Sportlerinnen:
- Karin Balzer, Olympiasiegerin 1964 im 80-Meter-Hürdenlauf, Olympiadritte 1972 im 100-Meter-Hürdenlauf
- Annelie Ehrhardt, Olympiasiegerin 1972
- Johanna Schaller, Olympiasiegerin 1976 und Olympiazweite 1980 (unter dem Namen Klier)

## Statistik

### Medaillengewinnerinnen der Olympischen Spiele im 80-Meter-Hürdenlauf
| Jahr | Goldmedaille        | Silbermedaille        | Bronzemedaille     |
| ---- | ------------------- | --------------------- | ------------------ |
| 1932 | Mildred Didrikson   | Evelyne Hall          | Marjorie Clark     |
| 1936 | Trebisonda Valla    | Anni Steuer           | Elizabeth Taylor   |
| 1948 | Fanny Blankers-Koen | Maureen Gardner       | Shirley Strickland |
| 1952 | Shirley Strickland  | Marija Golubnitschaja | Maria Sander       |
| 1956 | Shirley Strickland  | Gisela Birkemeyer     | Norma Thrower      |
| 1960 | Irina Press         | Carole Quinton        | Gisela Birkemeyer  |
| 1964 | Karin Balzer        | Teresa Ciepły         | Pam Kilborn        |
| 1968 | Maureen Caird       | Pam Kilborn           | Chi Cheng          |

### Medaillengewinnerinnen der Olympischen Spiele im 100-Meter-Hürdenlauf
| Jahr | Goldmedaille            | Silbermedaille      | Bronzemedaille                |
| ---- | ----------------------- | ------------------- | ----------------------------- |
| 1972 | Annelie Ehrhardt        | Valeria Bufanu      | Karin Balzer                  |
| 1976 | Johanna Schaller        | Tatjana Anissimowa  | Natalja Lebedjewa             |
| 1980 | Wera Komissowa          | Johanna Klier       | Lucyna Langer                 |
| 1984 | Benita Fitzgerald-Brown | Shirley Strong      | Michèle Chardonnet Kim Turner |
| 1988 | Jordanka Donkowa        | Gloria Siebert      | Claudia Zaczkiewicz           |
| 1992 | Paraskevi Patoulidou    | LaVonna Martin      | Jordanka Donkowa              |
| 1996 | Ludmila Engquist        | Brigita Bukovec     | Patricia Girard-Léno          |
| 2000 | Olga Schischigina       | Glory Alozie        | Melissa Morrison              |
| 2004 | Joanna Hayes            | Olena Krassowska    | Melissa Morrison              |
| 2008 | Dawn Harper             | Sally McLellan      | Priscilla Lopes-Schliep       |
| 2012 | Sally Pearson           | Dawn Harper         | Kellie Wells                  |
| 2016 | Brianna Rollins         | Nia Ali             | Kristi Castlin                |
| 2020 | Jasmine Camacho-Quinn   | Kendra Harrison     | Megan Tapper                  |
| 2024 | Masai Russell           | Cyréna Samba-Mayela | Jasmine Camacho-Quinn         |

### Medaillengewinnerinnen der Weltmeisterschaften
| Jahr | Goldmedaille           | Silbermedaille          | Bronzemedaille         |
| ---- | ---------------------- | ----------------------- | ---------------------- |
| 1983 | Bettine Jahn           | Kerstin Knabe           | Ginka Sagortschewa     |
| 1987 | Ginka Sagortschewa     | Gloria Siebert          | Cornelia Oschkenat     |
| 1991 | Ludmila Naroschilenko  | Gail Devers-Roberts     | Natalija Hryhorjewa    |
| 1993 | Gail Devers            | Marina Asjabina         | Lynda Tolbert          |
| 1995 | Gail Devers            | Olga Schischigina       | Julija Graudyn         |
| 1997 | Ludmila Engquist       | Svetla Dimitrova        | Michelle Freeman       |
| 1999 | Gail Devers            | Glory Alozie            | Ludmila Engquist       |
| 2001 | Anjanette Kirkland     | Gail Devers             | Olga Schischigina      |
| 2003 | Perdita Felicien       | Brigitte Foster         | Miesha McKelvy-Jones   |
| 2005 | Michelle Perry         | Delloreen Ennis-London  | Brigitte Foster-Hylton |
| 2007 | Michelle Perry         | Perdita Felicien        | Delloreen Ennis-London |
| 2009 | Brigitte Foster-Hylton | Priscilla Lopes-Schliep | Delloreen Ennis-London |
| 2011 | Sally Pearson          | Danielle Carruthers     | Dawn Harper            |
| 2013 | Brianna Rollins        | Sally Pearson           | Tiffany Porter         |
| 2015 | Danielle Williams      | Cindy Roleder           | Alina Talaj            |
| 2017 | Sally Pearson          | Dawn Harper-Nelson      | Pamela Dutkiewicz      |
| 2019 | Nia Ali                | Kendra Harrison         | Danielle Williams      |
| 2022 | Tobi Amusan            | Britany Anderson        | Jasmine Camacho-Quinn  |
| 2023 | Danielle Williams      | Jasmine Camacho-Quinn   | Kendra Harrison        |

### Weltrekordentwicklung
In Klammern: Elektronische gestoppte Zeit, als Weltrekord wurde jedoch die handgestoppte Zeit registriert
| Zeit (s)                      | Name                 | Datum                | Ort                  |                      |
| Handgestoppte Zeiten          | Handgestoppte Zeiten | Handgestoppte Zeiten | Handgestoppte Zeiten | Handgestoppte Zeiten |
| ----------------------------- | -------------------- | -------------------- | -------------------- | -------------------- |
| 13,3                          | Karin Balzer         | 20. Juni 1969        | Warschau             |                      |
| 13,3                          | Teresa Sukniewicz    | 20. Juni 1969        | Warschau             |                      |
| 13,0                          | Karin Balzer         | 27. Juli 1969        | Leipzig              |                      |
| 12,9                          | Karin Balzer         | 5. September 1969    | Berlin               |                      |
| 12,8                          | Teresa Sukniewicz    | 20. Juni 1970        | Warschau             |                      |
| 12,8 (12,93)                  | Chi Cheng            | 12. Juli 1970        | München              |                      |
| 12,7                          | Karin Balzer         | 26. Juli 1970        | Berlin               |                      |
| 12,7                          | Teresa Sukniewicz    | 20. September 1970   | Warschau             |                      |
| 12,7                          | Karin Balzer         | 25. Juli 1971        | Berlin               |                      |
| 12,6                          | Karin Balzer         | 31. Juli 1971        | Berlin               |                      |
| 12,5                          | Annelie Ehrhardt     | 15. Juni 1972        | Potsdam              |                      |
| 12,5 (12,93)                  | Pam Ryan             | 28. Juni 1972        | Warschau             |                      |
| 12,3 (12,68)                  | Annelie Ehrhardt     | 22. Juli 1973        | Dresden              |                      |
| Elektronisch gestoppte Zeiten |                      |                      |                      |                      |
| 12,59                         | Annelie Ehrhardt     | 8. September 1972    | München              |                      |
| 12,48                         | Grażyna Rabsztyn     | 10. Juni 1978        | Fürth                |                      |
| 12,36                         | Grażyna Rabsztyn     | 12. Juni 1980        | Warschau             |                      |
| 12,35                         | Jordanka Donkowa     | 17. August 1986      | Köln                 |                      |
| 12,29                         | Jordanka Donkowa     | 17. August 1986      | Köln                 |                      |
| 12,26                         | Jordanka Donkowa     | 7. September 1986    | Ljubljana            |                      |
| 12,25                         | Ginka Sagortschewa   | 8. August 1987       | Drama                |                      |
| 12,21                         | Jordanka Donkowa     | 21. August 1988      | Stara Sagora         |                      |
| 12,20                         | Kendra Harrison      | 22. Juli 2016        | London               |                      |
| 12,12                         | Tobi Amusan          | 24. Juli 2022        | Eugene               |                      |

### Weltbestenliste
Alle Läuferinnen mit einer Zeit von 12,46 s oder schneller. In Klammern: Windmessung in m/s.
Letzte Veränderung: 16. August 2025
1. 12,12 s (0,9)  Tobi Amusan, Eugene, 24. Juli 2022
2. 12,17 s (2,0)  Masai Russell, Miramar, 3. Mai 2025
3. 12,19 s (2,0)  Tia Jones, Miramar, 3. Mai 2025
4. 12,20 s (0,7)  Kendra Harrison, London, 22. Juli 2016
5. 12,21 s (0,7)  Jordanka Donkowa, Stara Sagora, 20. August 1988 (Europarekord)
6. 12,21 s (0,5)  Grace Stark, Paris, 20. Juni 2025
7. 12,24 s (−0,4)  Ackera Nugent, Rom, 30. August 2024
8. 12,24 s (1,4)  Tonea Marshall, Chorzów, 16. August 2025
9. 12,25 s (1,4)  Ginka Sagortschewa, Drama, 8. August 1987
10. 12,26 s (1,7)  Ludmila Engquist, Sevilla, 6. Juni 1992
11. 12,26 s (1,2)  Brianna Rollins, Des Moines, 22. Juni 2013
12. 12,26 s (−0,2)  Jasmine Camacho-Quinn, Tokio, 1. August 2021
13. 12,28 s (1,1)  Sally Pearson, Daegu, 3. September 2011
14. 12,28 s (1,1)  Nadine Visser, Chorzów, 16. August 2025
15. 12,31 s (0,3)  Britany Anderson, Eugene, 24. Juli 2022
16. 12,31 s (0,8)  Cyréna Samba-Mayela, Rom, 8. Juni 2024
17. 12,31 s (0,7)  Alaysha Johnson, Eugene, 30. Juni 2024
18. 12,31 s (0,8)  Danielle Williams, Chorzów, 16. August 2025
19. 12,32 s (1,4)  Alia Armstrong, Chorzów, 16. August 2025
20. 12,33 s (−0,3)  Gail Devers, Sacramento, 23. Juli 2000
21. 12,34 s (1,9)  Sharika Nelvis, Eugene, 26. Juni 2015
22. 12,34 s (0,3)  Nia Ali, Doha, 6. Oktober 2019
23. 12,34 s (0,1)  Megan Tapper, Kingston, 29. Juni 2025
24. 12,35 s (0,9)  Jasmin Stowers, Doha, 15. Mai 2015
25. 12,36 s (1,9)  Grażyna Rabsztyn, Warschau, 13. Juni 1980
26. 12,37 s (1,5)  Joanna Hayes, Athen, 24. August 2004
27. 12,37 s (−0,2)  Dawn Harper, London, 7. August 2012
28. 12,37 s (1,6)  Pia Skrzyszowska, La Chaux-de-Fonds, 14. Juli 2024
29. 12,39 s (1,5)  Wera Komissowa, Rom, 5. August 1980
30. 12,39 s (1,8)  Natalija Hryhorjewa, Kiew, 11. Juli 1991
31. 12,40 s (0,6)  Janeek Brown, Austin, 8. Juni 2019
32. 12,40 s (0,8)  Ditaji Kambundji, Rom, 8. Juni 2024 (Schweizer Rekord)
33. 12,41 s (0,5)  Alina Talaj, St. Pölten, 31. Mai 2018
34. 12,42 s (1,8)  Bettine Jahn, Berlin, 8. Juni 1983 (deutscher Rekord)
35. 12,42 s (2,0)  Anjanette Kirkland, Edmonton, 11. August 2001
36. 12,43 s (−0,9)  Lucyna Kałek, Hannover, 19. August 1984
37. 12,43 s (−0,3)  Michelle Perry, Carson, 26. Juni 2005
38. 12,43 s (0,2)  LoLo Jones, Peking, 18. August 2008
39. 12,43 s (1,2)  Queen Harrison, Des Moines, 22. Juni 2013
40. 12,44 s (−0,5)  Gloria Siebert, Rom, 4. September 1987
41. 12,44 s (−0,8)  Olga Schischigina, Luzern, 27. Juni 1995
42. 12,44 s (0,4)  Glory Alozie, Monaco, 8. August 1998
43. 12,44 s (0,6)  Damu Cherry, Lausanne, 11. Juli 2006
44. 12,44 s (1,5)  Demisha Roswell, Lubbock, 15. Mai 2022
45. 12,45 s (1,3)  Cornelia Oschkenat, Neubrandenburg, 11. Juni 1987
46. 12,45 s (1,4)  Brigitte Foster-Hylton, Eugene, 24. Mai 2003
47. 12,45 s (1,5)  Olena Krassowska, Athen, 24. August 2004
48. 12,45 s (1,4)  Ginnie Crawford, New York, 2. Juni 2007
49. 12,46 s (0,7)  Perdita Felicien, Eugene, 19. Juni 2004
50. 12,46 s (−0,1)  Devynne Charlton, Eugene, 24. Juli 2022

- österreichischer Rekord: Karin Strametz – 12,81 s am 19. Juni 2025 in St. Pölten